# Södermanlands runinskrifter 66
Södermanlands runinskrifter 66 är en runsten innanför kyrkomuren vid Sköldinge kyrka i Sköldinge socken och Katrineholms kommun.

## Stenen
Stenen är av rödaktig sandsten, 90 centimeter hög och 120 centimeter bred. Inskrift finns på bägge sidor. Runstenen är 2023 väldigt övervuxen med lavar och på framsidan är det svårt att ana några runor. Sommaren 2023 syntes fortfarande spår av röd färg på stenens baksida. Enligt en skylt intill stenen är denna känd sedan 1600-talet.

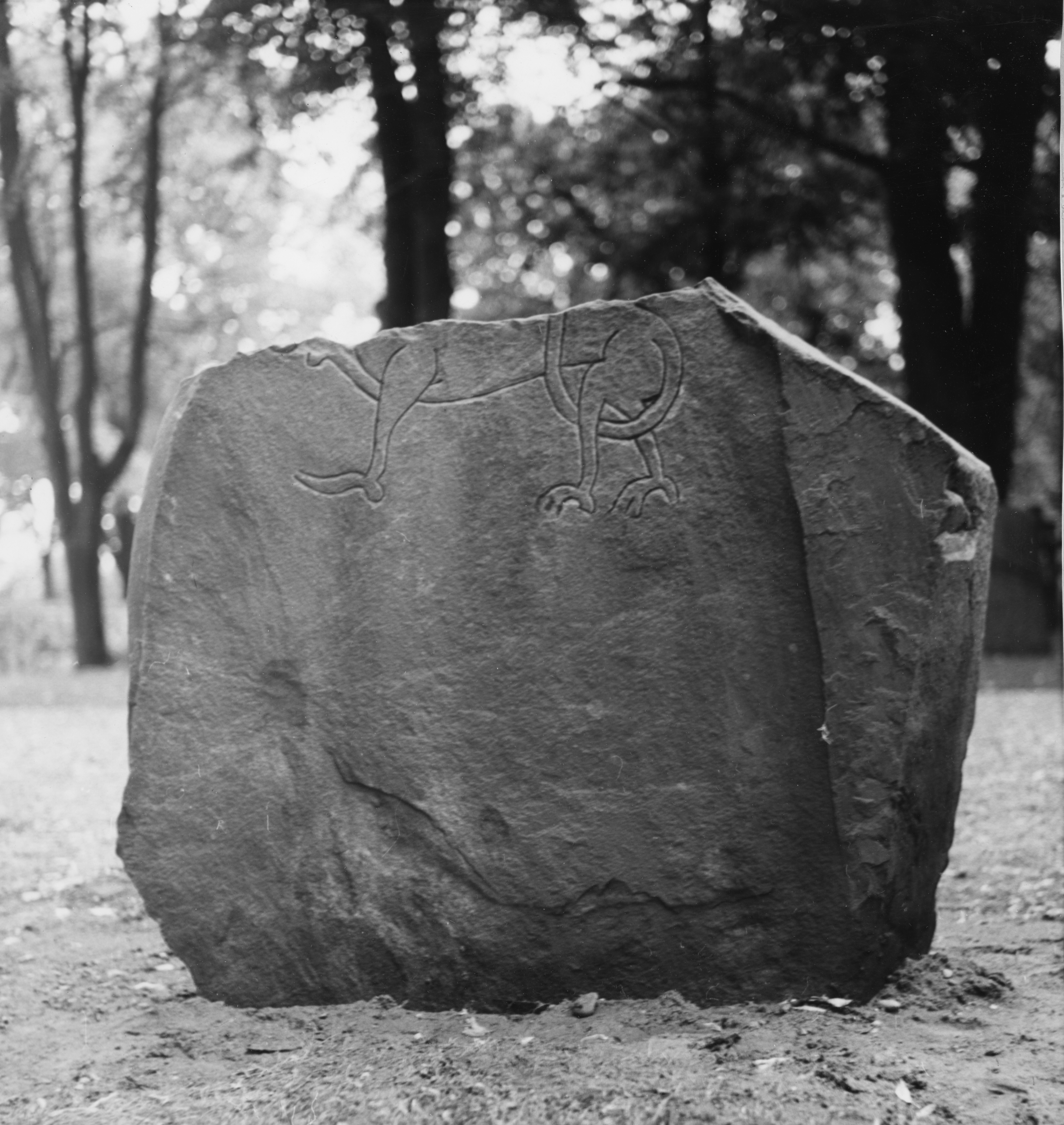
På stenens baksida finns ett djurmotiv.

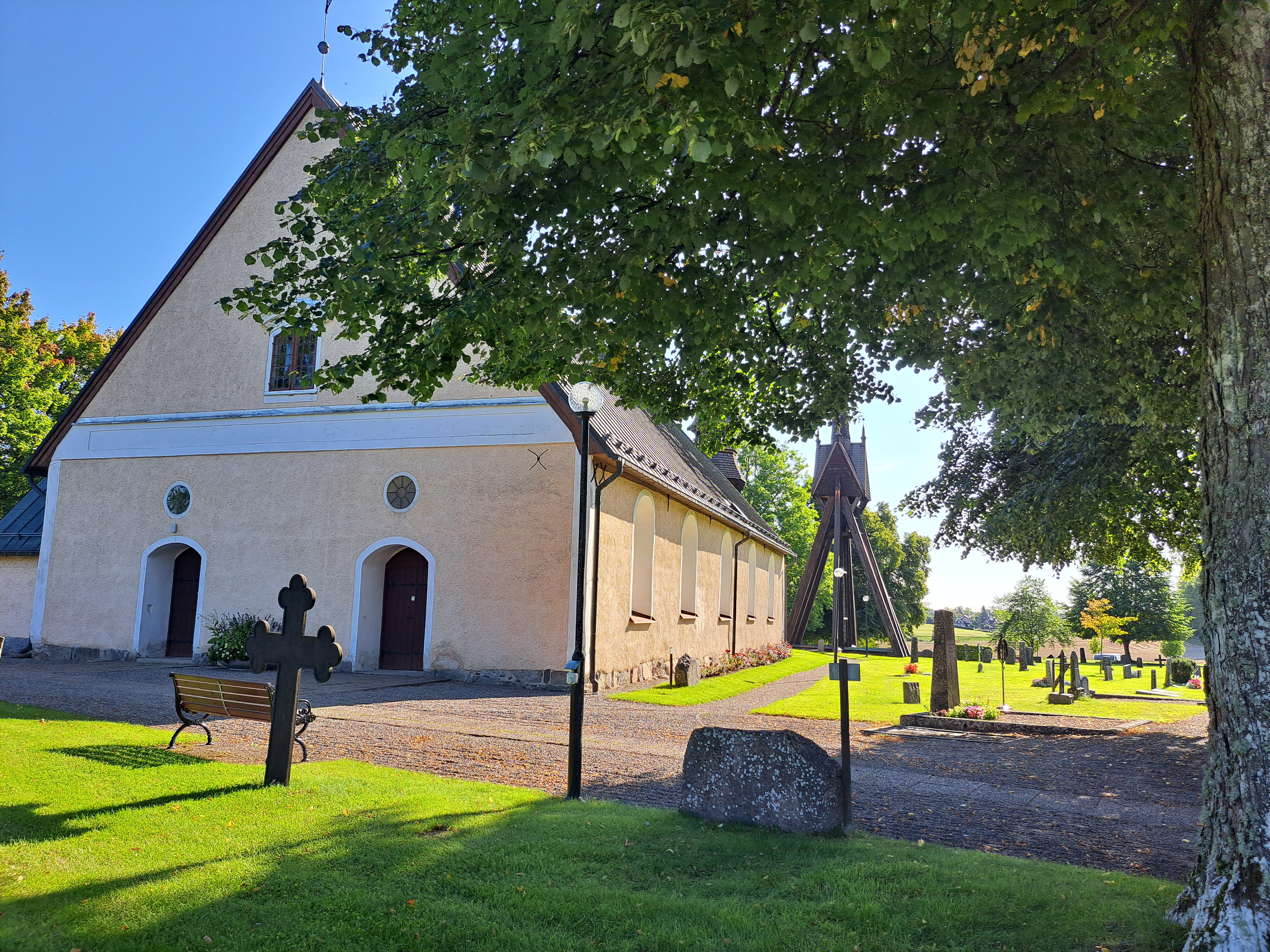
Sö 66 i förgrunden. Vid kyrkväggen syns Sö 69.

## Inskriften
Translitterering av runraden:
+ hiar : ritiʀ : kulaifr : ok : ... ... : kuþ : biarhi : sial : hans ×
Normalisering till runsvenska:
Hier rettiʀ Guðlæifʀ ok ... ... Guð biargi sial hans.
Översättning till nusvenska:
Här reser Gu(d)lev och — Gud bärge hans själ!